# Dacoderus striaticeps
Dacoderus striaticeps là một loài bọ cánh cứng trong họ Salpingidae. Loài này được LeConte miêu tả khoa học năm 1858.